# TuS Essen-West
TuS Essen-West is een Duitse voetbalclub uit Essen, Noordrijn-Westfalen, meer bepaald uit het stadsdeel Altendorf. 

## Geschiedenis
De club werd in 1881 opgericht als turnclub TV 1881 Altendorf. Op 13 september 1919 fuseerde de club met SpV Essen-West tot TSV Essen-West. SpV Essen-West was zelf een fusie uit 1911 tussen Ball-SV Borussia Essen-West en SK Hohenzollern Essen-West.
In 1923 besliste de Deutsche Turnerschaft dat balsportclubs en turnclubs gescheiden moesten worden en zo splitste de club in TuS Essen-West en TV Essen-West. In 1930 sloot BV Germania Essen-West zich bij de club aan. In 1932 promoveerde de club naar de hoogste klasse van de Ruhrcompetitie en werd afgetekend laatste. Na dit jaar fuseerde de club weer met oude partner TV Essen-West. Van 1943 tot 1945 speelde de club samen met Kruppschen TG Essen als één team om een volwaardig elftal te kunnen opstellen tijdens de oorlog. 
In 1949 promoveerde de club naar de Landesliga Niederrhein en werd meteen vierde. Hierdoor plaatste de club zich voor de II. Division die als tweede klasse onder de Oberliga West fungeerde. Na twee seizoenen degradeerde de club. In 1952/53 plaatste de club zich als enige derdeklasser voor de eerste ronde van de eerste DFB-Pokal en verloor daar met 5:2 van Alemannia Aachen. Na drie jaar Landesliga degradeerde de club naar de Bezirksliga. De club verdween daarna in de anonimiteit. 